# Muthur
Muthur é uma panchayat (vila) no distrito de Erode, no estado indiano de Tamil Nadu.

## Demografia
Segundo o censo de 2001,  Muthur  tinha uma população de 12,063 habitantes. Os indivíduos do sexo masculino constituem 50% da população e os do sexo feminino 50%. Muthur tem uma taxa de literacia de 59%, inferior à média nacional de 59.5%: a literacia no sexo masculino é de 70% e no sexo feminino é de 48%. Em Muthur, 9% da população está abaixo dos 6 anos de idade.